# Ранавалона III
Ранавалона III, управлявала от 1883 до 1897 година, е мпанжакан на Мадагаскар и последният суверенен владетел на страната.

## Биография
Ранавалона III е родена на 22 ноември 1861 година в Ампарибе край Антананариво в благородническо семейство и по-късно е определена за наследница на владетелката Ранавалона II. След като поема управлението на 30 юли 1883 година, тя се омъжва за министър-председателя Раинилаиаривони, който се ангажира с практическото управление на страната. Двамата се опитват без успех да се противопоставят на нарастващото влияние на Франция, засилвайки връзките с Великобритания и Съединените щати.
През 1896 година френски войски навлизат в страната и завземат столицата Антананариво. Раинилаиаривони е незабавно екстрадиран в Алжир, а Ранавалона остава още известно време в страната, но засилващата се съпротива срещу колонизацията довежда и до нейното изселване в Реюнион в началото на 1897 година.
Раинилаиаривони умира през 1897 година, след което френските власти настаняват Ранавалона III във вила край Алжир, където тя остава до края на живота си с няколко членове на своето семейство. Осигурена ѝ е прилична издръжка и относителна свобода, включително периодични посещения в Париж, но французите така и не ѝ разрешават да се върне в Мадагаскар.
Ранавалона III умира на 23 май 1917 година в Алжир. През 1938 година останките ѝ са пренесени в царския дворцов комплекс Рова в Антананариво.